# 341 г. пр.н.е.
341 (триста четиридесет и първа) година преди новата ера (пр.н.е.) е година от доюлианския (Помпилийски) римски календар.

## Събития

### В Гърция и Тракия
- Ескалира териториялния спор между промакедонския град Кардия и атински заселници. Филип II Македонски се застъпва за града и се обръща към Атина с желание спорният въпрос да бъде решен чрез арбитраж, но атиняните не приемат тази молба. Вместо това те дават най-малко мълчаливото си съгласие на своя военачалник Диопейт да действа със силите си край Тракийския Херсонес.[1]
- Филип изпраща малък отряд от наемници в Кардия, за да пазят мира. През това време Диопейт напада с войската си близката част на Тракия, унищожава реколтата и отвежда в робство населението на две селища. Пратеник, който пристига при военачалника да моли за освобождението на хората е пленен и измъчван.[1]
- Атина и Демостен инициират създаването на голяма антимакедонска коалиция с участие на градовете от Южна Гърция, но на първо място с Халкида. Филип започва военни операции по съвременното българско черноморско крайбрежие, за да прекъсне доставянето на богатата зърнена реколта от поречието на реките Марица и Дунав към Гърция посредством големите търговски флоти, които отплават от Черно море. Демостен използва заплахата надвиснала над потока от зърно и търговския маршрут, за да привлече Византион за атинската кауза.[2]
- Демостен произнася третата и четвъртата си „Филипика“.[3]
- През тази година Филип подчинява одрисите и царете им Терес II и Керсеблепт.[3]

### В Сицилия
- Сиракузците, командвани от Тимолеон, побеждават картагенската войска в битка при река Кримисос.[4]

### В Римската република
- Консули са Гай Плавций Венон (за II път) и Луций Емилий Мамерцин Привернат.
- Kонсулът Плавций побеждава латинския бунт ръководен от Привернум и Анциум.[5]
- Мирният договор между римляните и самнитите е подновен.[4] Като последствие от това действие, сидицините и кампаните веднага се съюзяват с разбунтувалите се латини и волски.[4]